# Рабочий посёлок Большое Козино
Рабочий посёлок Большое Козино — административно-территориальное образование и одноимённое муниципальное образование (городское поселение) в Балахнинском районе Нижегородской области России.
Административный центр — рабочий посёлок Большое Козино.

## История
Статус и границы городского поселения установлены Законом Нижегородской области от 15 июня 2004 года № 60-З «О наделении муниципальных образований — городов, рабочих поселков и сельсоветов Нижегородской области статусом городского, сельского поселения».

## Население
| 2008  | 2009  | 2010  | 2011  | 2012  | 2013  | 2014  |
| ----- | ----- | ----- | ----- | ----- | ----- | ----- |
| 5692  | ↘5612 | ↗5902 | ↘5896 | ↗6480 | ↗6689 | ↗6811 |
| 2015  | 2016  | 2017  | 2018  | 2019  | 2020  |       |
| ↗7055 | ↗7170 | ↗7237 | ↗7318 | ↗7456 | ↗7544 |       |

## Состав
| № | Населённый пункт | Тип населённого пункта | Население |
| - | ---------------- | ---------------------- | --------- |
| 1 | Большое Козино   | рабочий посёлок        | ↘6704     |
| 2 | Костенево        | посёлок                | ↘193      |
| 3 | Ляхово           | посёлок                | ↘200      |
| 4 | Ляховский Борок  | посёлок                | ↘13       |
| 5 | Первое Мая       | посёлок                | ↘19       |